# جاز برای دو نفر
جاز برای دو نفر (انگلیسی: Jazz for Two; کره‌ای: 재즈처럼) یک مجموعه تلویزیونی محصول کره جنوبی سال ۲۰۲۴ در ژانر بی‌ال بر پایه رمانی با همین نام اثر کول را جیو و با بازی جی هو گون، کیم جین کولن، سونگ هان گیوم و کیم جونگ ها است. این مجموعه در سینما هیوِن از ۲۶ تا ۲۹ مارس ۲۰۲۴، ساعت ۱۳:۰۰ (کی‌اس‌تی) پخش شد. این مجموعه همچنین برای استریم از طریق ۱۰ سرویس جهانی اوتی‌تی از جمله وِیو، واچا، تیوینگ، ناور ان استور، جینی تی‌وی، بی‌تی‌وی، یوپلاس‌تی‌وی، اف‌اودی، گاگااواولالا و آی‌چی‌یی قابل دسترسی است.

## بازیگران

### اصلی
- جی هو گون در نقش هان ته یی[۵][۶]
- کبم جین کوان در نقش یون سو هون[۵]
- سونگ هان گیوم در نقش سو دو یون[۵]
- کیم جونگ ها در نقش سونگ جو ها[۵]

### مکمل
- بیون سونگ ته در نقش هان ته جون
- کو جه هیون در نقش سه جون
- کیم مین آه در نقش سونگ جو هی

### حضور ویژه
- کیم جه هان در نقش لی دا یول (قسمت ۱)
- شین یه چان در نقش جو ته هیون (قسمت ۱)